# Mount Petras
Mount Petras ist ein 2865 m hoher und markanter Berg in der Form eines Bergkamms im westantarktischen Marie-Byrd-Land. Er ragt 16 km südöstlich des Mount Flint in den McCuddin Mountains auf.
Wissenschaftler der United States Antarctic Service Expedition (1939–1941) entdeckten ihn bei einem Überflug zwischen dem 14. und 15. Dezember 1940. Namensgeber ist Theodore Argyrios Petras (1911–2004) vom United States Marine Corps, Pilot dieses Fluges.